# 維珍尼亞州灘市大型槍擊案
維珍尼亞州灘市大型槍擊案（英語：Virginia Beach shooting）發生在2019年5月31日，槍手德榮·卡迪（DeWayne Craddock）在美国維珍尼亞州維珍尼亞海灘安妮公主社區的市政大樓內開槍，造成13人死亡（包括槍手）、4人受傷、1名警員的防彈背心中槍。
槍手被警方擊斃，他是市政府公共設施部員工。在其射殺的12人中，11人是市政府職員。

## 市政府大樓
警方發言人指出槍手在市政中心二號大樓內開槍，該大樓為公共設施、公共事業和城市規劃部的辦公室。由於大樓是市政廳的一部分，因此開放予公眾，進入市政大樓的人士都不需經過安全檢查，除非是員工工作或會議室的範圍。

## 襲擊
灘市市經理在下午4時30分左右證實灘市市政中心出現行動中的槍手。槍手首先向停車場的一輛車開槍，車上一人身亡。再進入大樓並射殺大樓三個樓層的所有人。警察總長詹姆斯·塞維拉表示槍手無差別地開槍，警方初步調查認為無跡象顯示槍手向特定目標施襲。
部分大樓內的公眾人士和市政府員工原先都不知道發生槍擊案，直至其他人打電話和發訊息呼籲他們到安全地方暫避或逃離現場時，才得知槍手曾不分青紅皂白地開槍。联邦调查局、菸酒槍炮及爆裂物管理局和國土安全部到達事發現場協助警方。
當局在現場發現兩支半自動手槍。據執法部門所言，調查人員相信兩支槍就是槍手的凶器，疑犯亦從合法途徑購買槍械。
市政府表示12名槍擊案死者中，11人都是市政府員工。

## 死傷者
事件發生後的即時報導表示6人受傷。森塔拉保健在推特上表示槍擊案後5人被送往森塔拉維珍尼亞州沙灘綜合醫院，另外1人被送往森塔拉安妮公主醫院。數小時後，報道指一名傷者在送院期間傷重身亡，另外4人被送往就近醫院並進行緊急手術。最終，槍擊案造成13人死亡，包括兇手。

## 兇手
警方證實兇手是灘市的公共事業工人－德榮·卡迪（DeWayne Craddock），有報道指卡迪在槍擊案前一日被解僱。槍擊案後，卡迪與警方爆發槍戰，最後被警方擊斃。

## 後續
多間教會和組織為死傷者舉行守夜祈禱活動。而情況受控後，法院社區聯合衛理公會教堂的成員也為在場的執法部門準備食物慰勞他們。

## 回應
維珍尼亞州海灘市市長鮑比·戴爾：「這是灘市歷史上最令人驚人的一日」。
維珍尼亞州州長拉爾夫·諾瑟姆在推特發表聲明：「我為這場毀滅性槍擊案的死傷者、他們的家屬、以及所有愛他們的人，而心碎」。
維州州檢察長馬克·赫林：「近年的小學、學院、政府大樓、辦公室、演唱會、戲院、夜總會、甚至教堂、清真寺和猶太教堂都出現大型槍擊案。我們需要做更多去阻止這種暴力事件」。
參議員蒂姆·凯恩：「我的心與所有失去至親之人的人在一起；正祈禱希望傷者能迅速康復」，凯恩承諾「繼續推動國會採取行動，阻止槍支暴力對美國造成的日常禍害」。
參議員马克·沃纳：「將會祈禱希望傷者盡快康復」，又感謝執法部門迅速回應槍擊案。
維州灘市眾議員伊萊恩·盧里亞表示同情並感謝「現場應急人員和執法部門冒著生命冒險拘捕嫌疑」，其後補充表示「是次事件證實國會定要採取措施避免槍械暴力」。